# Ateleute spinipes
Ateleute spinipes là một loài tò vò trong họ Ichneumonidae.